# 天主教蓋洛普教區
天主教蓋洛普教區（拉丁語：Dioecesis Gallupiensis）是美國一個羅馬天主教教區，屬於聖菲總教區。1939年12月16日升為教區。
範圍包括亞利桑那州西北部東北部和新墨西哥州西北部。根據教區2008年年報，教區有教友58,292人、53個堂區、64名司鐸。現任教區主教為雅各伯·沃爾。